# Dominika Cibulková

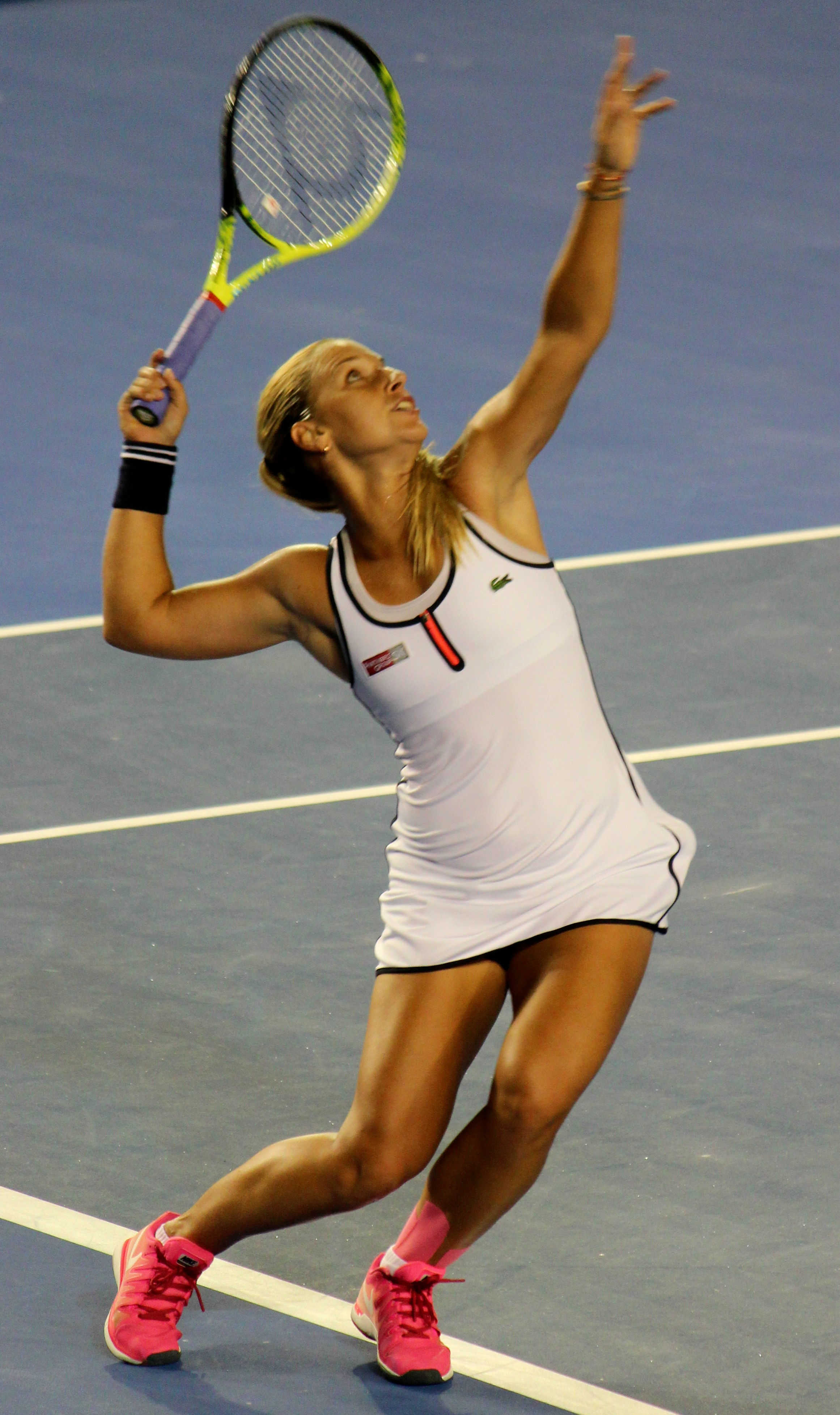
Podání na Australian Open 2015

Dominika Cibulková, celým příjmením Navara Cibulková, (* 6. května 1989 Bratislava) je bývalá slovenská profesionální tenistka a vítězka Turnaje mistryň 2016, která se na profesionálních okruzích pohybovala v letech 2004–2019.
Ve své kariéře na okruhu WTA Tour vyhrála osm turnajů ve dvouhře, když postupně ovládla moskevský Kremlin Cup 2011, Mercury Insurance Open 2012 v Carlsbadu, stanfordský Bank of the West Classic 2013, acapulský Mexican Open 2014, Katowice Open 2016, travnatý Eastbourne Open 2016 a Ladies Linz 2016. K singlovým trofejím přidala titul ze čtyřhry Ricoh Open 2017 v páru s Flipkensovou.
Na počátku sezóny 2009 vybojovala pro Slovensko společně s Dominikem Hrbatým titul v Hopmanově poháru. Na všech grandslamech si zahrála minimálně čtvrtfinále. Na Australian Open 2014 prohrála ve finále s čínskou světovou čtyřkou Li Na.
Na žebříčku WTA byla nejvýše ve dvouhře klasifikována v březnu 2017 na 4. místě a ve čtyřhře pak v srpnu 2012 na 59. místě. V rámci okruhu ITF získala dva tituly ve dvouhře. Na juniorském žebříčku ITF pro dvouhru byla nejvýše klasifikována na 3. příčce. Dříve ji trénoval tenisový kouč Zeljko Krajan. V sezóně 2012 hrála bez trenéra a kondiční přípravu vedl Dejan Vojnović. Následně se hlavním koučem stal Matej Lipták.
Ženská tenisová asociace její výkony v roce 2016 ocenila jako návrat roku. Domovským oddílem byl tenisový klub Slovan Slovenská Sporiteľňa. Předtím hrála také za TK Agrofert Prostějov.
Profesionální kariéru ukončila v listopadu 2019 ve věku 30 let jako členka čtvrté světové stovky. Konec oznámila na křtu autobiografie Tenis je můj život pro přetrvávající zranění Achillovy šlachy.

## Tenisová kariéra
Ve slovenském fedcupovém týmu debutovala v roce 2005 baráží Světové skupiny II proti Thajsku, v němž prohrála dvouhru a s Rybárikovou i čtyřhru. V soutěži nastoupila k dvaceti mezistátním utkáním s bilancí 22–11 ve dvouhře a 1–8 ve čtyřhře. Nejdále s družstvem postoupila do semifinále Světové skupiny, v němž Slovenky podlehly Rusku 2:3 na zápasy.
Slovensko také reprezentovala na pekingských Letních olympijských hrách 2008, kde ve dvouhře došla do 3. kola, v němž podlehla Jankovićové. Na Londýnských hrách 2012 nastupovala do dvouhry jako dvanáctá nasazená. V úvodním kole ji vyřadila Bulharka Pironkovová.
Premiérový průnik do první desítky žebříčku WTA si zajistila na březnovém Miami Masters 2014 čtvrtfinálovou výhrou nad světovou trojkou Agnieszkou Radwańskou. Po prohraném úvodním setu odvrátila ve druhém dějství tři mečboly Polky, když dokázala otočit negativní vývoj tiebreaku z poměru míčů 2:5. Po Daniele Hantuchové (5. místo) a Karině Cílekové-Habšudové (10. místo) se tak stala třetí slovenskou tenistkou v historii, která pronikla do elitní desítky singlové klasifikace WTA. Vzhledem k semifinálové prohře s Li Na, ji náleželo 10. místo. Pokud by podlehla až ve finále Sereně Williamsové, patřila by jí 9. pozice, a jestliže by turnaj vyhrála, mohla se posunout dokonce na 6. příčku světové klasifikace.
Pátou trofej si odvezla z dubnového Katowice Open 2016, na němž ve finálovém duelu přehrála italskou turnajovou pětku Camilu Giorgiovou po dvousetovém průběhu. Titul tak získala po více než dvou letech. Ve finále květnového Mutua Madrid Open 2016 podlehla Rumunce Simoně Halepové. Jako 39. žena žebříčku se stala, do té doby, vůbec nejníže postavenou finalistkou turnaje Premier Mandatory od vzniku kategorie v roce 2009, první postavenou tenistkou mimo Top 30.
Další triumf přidala na trávě v Eastbourne, kde jako dvanáctá nasazená postupně vyřadila Lotyšku Jeļenu Ostapenkovou, Katerynu Bondarenkovou z Ukrajiny, ve čtvrtfinále Agnieszku Radwańskou a v semifinále pak Mónicu Puigovou. Ve finálovém zápase nakonec i turnajovou desítku Karolínu Plíškovou po dvousetovém průběhu, čímž ovládla i druhý vzájemný zápas, když předtím Češku porazila na Malaysian Open 2014. Vavřín z rakouského podniku Generali Ladies Linz 2016, kde v závěrečném utkání porazila Švýcarku Viktoriji Golubicovou, ji zajistil účast na Turnaji mistryň.
Jakožto debutantka vstupovala do singapurského WTA Finals, kde plnila roli turnajové sedmičky. V prvním utkání základní skupiny narazila na světovou a turnajovou jedničku Angelique Kerberovou z Německa, které po urputném boji podlehla po 2 hodinách a 17 minutách ve třech setech. V dalším utkání uhrála jen pět gemů s Američankou Madison Keysovou a postup ze skupiny se ji vzdálil. V posledním utkání však porazila ve dvou setech Simonu Halepovou a k postupu potřebovala pomoc od Kerberové, která musela v posledním utkání porazit Keysovou rovněž ve dvou setech, což se jí taky podařilo a poslala tak Cibulkovou z druhého místa do semifinále. V něm po velké bitvě udolala ve třech setech ruskou hráčku Světlanu Kuzněcovovou, s níž vyhrála už šestý vzájemný zápas v řadě. Ve finále jí čekala Kerberová, se kterou předtím v základní skupině prohrála. Tentokrát však německé tenistce nic nepovolila a za 1.16 hodin proměnila čtvrtý mečbol. Na Turnaji mistryň triumfovala jako první Slovenka a bodový zisk ji ve vydání žebříčku WTA z 31. října 2016 poprvé posunul na 5. místo, jakožto druhou takto vysoce postavenou slovenskou hráčku po Daniele Hantuchové.

## Soukromý život
Matka Katarína Cibulková je slovenská politička, poslankyně Národní rady Slovenské republiky. Děd Ľubomír Kaclík byl fotbalový brankář, v I. československé lize chytal za Iskru Žilina a Duklu Pardubice.
Do French Open 2008 udržovala partnerský vztah s francouzským tenistou Gaëlem Monfilsem. Poté byl jejím přítelem rakouský tenista Jürgen Melzer.
Za Michala Navaru se provdala 9. července 2016 v bratislavské katedrále svatého Martina. V občanském životě přijala příjmení Navara Cibulková, na tenisových okruzích dále hrála pod rodným příjmením Cibulková, a to i pro možnou záměnu se Španělkou Suárezovou Navarrovou. V červnu 2020 se do manželství narodil na vídeňské klinice syn Jakub. V březnu 2023 se jí narodilo druhé dítě, dcera Nina.

## Finále na Grand Slamu

### Ženská dvouhra: 1 (1 prohra)
| Stav       | rok  | turnaj          | povrch | soupeřka ve finále | výsledek      |
| ---------- | ---- | --------------- | ------ | ------------------ | ------------- |
| Finalistka | 2014 | Australian Open | tvrdý  | Li Na              | 6–7(3–7), 0–6 |

## Finále na Turnaji mistryň

### Dvouhra: 1 (1 vítězství)
| Stav    | rok  | turnaj     | povrch    | soupeřka ve finále  | výsledek |
| ------- | ---- | ---------- | --------- | ------------------- | -------- |
| Vítězka | 2016 | WTA Finals | tvrdý (h) | Angelique Kerberová | 6–3, 6–4 |

## Finále na okruhu WTA Tour
| Legenda                                         |
| ----------------------------------------------- |
| D – dvouhra; Č – čtyřhra                        |
| Grand Slam (0–1 D)                              |
| Turnaj mistryň (1–0 D)                          |
| Tier I / Premier Mandatory & Premier 5 (0–3 D)  |
| Tier II / Premier (4–3 D)                       |
| Tier III, IV & V / International (3–6 D; 1–2 Č) |

### Dvouhra: 21 (8–13)
| Stav       | č.  | datum             | turnaj                                | povrch    | soupeřka ve finále         | výsledek                     |
| ---------- | --- | ----------------- | ------------------------------------- | --------- | -------------------------- | ---------------------------- |
| Finalistka | 1.  | 13. dubna 2008    | Amelia Island, Spojené státy          | antuka    | Maria Šarapovová           | 6–7(7–9), 3–6                |
| Finalistka | 2.  | 3. srpna 2008     | Montréal, Kanada                      | tvrdý     | Dinara Safinová            | 2–6, 1–6                     |
| Finalistka | 3.  | 16. října 2011    | Linec, Rakousko                       | tvrdý (h) | Petra Kvitová              | 4–6, 1–6                     |
| Vítězka    | 1.  | 23. října 2011    | Moskva, Rusko                         | tvrdý (h) | Kaia Kanepiová             | 3–6, 7–6(7–1), 7–5           |
| Finalistka | 4.  | 15. dubna 2012    | Barcelona, Španělsko                  | antuka    | Sara Erraniová             | 2–6, 2–6                     |
| Vítězka    | 2.  | 22. července 2012 | Carlsbad, Spojené státy               | tvrdý     | Marion Bartoliová          | 6–1, 7–5                     |
| Finalistka | 5.  | 6. ledna 2013     | Sydney, Austrálie                     | tvrdý     | Agnieszka Radwańská        | 0-6, 0-6                     |
| Vítězka    | 3.  | 28. července 2013 | Stanford, Spojené státy               | tvrdý     | Agnieszka Radwańská        | 3–6, 6–4, 6–4                |
| Finalistka | 6.  | 25. ledna 2014    | Australian Open, Melbourne, Austrálie | tvrdý     | Li Na                      | 6–7(3–7), 0–6                |
| Vítězka    | 4.  | 1. března 2014    | Acapulco, Mexiko                      | tvrdý     | Christina McHaleová        | 7–6(7–3), 4–6, 6–4           |
| Finalistka | 7.  | 20. dubna 2014    | Kuala Lumpur, Malajsie                | tvrdý     | Donna Vekićová             | 7–5, 5–7, 6–7(4–7)           |
| Finalistka | 8.  | 27. února 2016    | Acapulco, Mexiko                      | tvrdý     | Sloane Stephensová         | 4–6, 6–4, 6–7(5–7)           |
| Vítězka    | 5.  | 10. dubna 2016    | Katovice, Polsko                      | tvrdý (h) | Camila Giorgiová           | 6–4, 6–0                     |
| Finalistka | 9.  | 7. května 2016    | Madrid, Španělsko                     | antuka    | Simona Halepová            | 2–6, 4–6                     |
| Vítězka    | 6.  | 25. června 2016   | Eastbourne, Spojené království        | tráva     | Karolína Plíšková          | 7–5, 6–3                     |
| Finalistka | 10. | 1. října 2016     | Wu-chan, ČLR                          | tvrdý     | Petra Kvitová              | 1–6, 1–6                     |
| Vítězka    | 7.  | 16. října 2016    | Linec, Rakousko                       | tvrdý (h) | Viktorija Golubicová       | 6–3, 7–5                     |
| Vítězka    | 8.  | 30. října 2016    | Turnaj mistryň – Singapur             | tvrdý (h) | Angelique Kerberová        | 6–3, 6–4                     |
| Finalistka | 11. | 26. srpna 2017    | New Haven, Spojené státy              | tvrdý     | Darja Gavrilovová          | 6–4, 3–6, 4–6                |
| Finalistka | 12. | 25. února 2018    | Budapešť, Maďarsko                    | tvrdý (h) | Alison Van Uytvancková     | 3–6, 6–3, 5–7                |
| Finalistka | 13. | 26. května 2018   | Štrasburk, Francie                    | antuka    | Anastasija Pavljučenkovová | 7–6(7–5), 6–7(3–7), 6–7(6–8) |

### Čtyřhra: 3 (1–2)
| Stav       | č. | datum           | turnaj                       | povrch | spoluhráčka               | soupeřky ve finále                               | výsledek              |
| ---------- | -- | --------------- | ---------------------------- | ------ | ------------------------- | ------------------------------------------------ | --------------------- |
| Finalistka | 1. | 17. června 2011 | 's-Hertogenbosch, Nizozemsko | tráva  | Flavia Pennettaová        | Barbora Záhlavová-Strýcová Klára Zakopalová      | 6–1, 4–6, [7–10]      |
| Finalistka | 2. | 21. června 2013 | 's-Hertogenbosch, Nizozemsko | tráva  | Arantxa Parra Santonjaová | Irina-Camelia Beguová Anabel Medina Garriguesová | 6–4, 6–7(3–7), [9–11] |
| Vítězka    | 1. | 17. června 2017 | 's-Hertogenbosch, Nizozemsko | tráva  | Kirsten Flipkensová       | Kiki Bertensová Demi Schuursová                  | 4–6, 6–4, [10–6]      |

## Chronologie grandslamových výsledků

### Ženská dvouhra
| Turnaj          | 2005 | 2006 | 2007 | 2008 | 2009 | 2010 | 2011 | 2012 | 2013 | 2014 | 2015 | 2016 | 2017 | 2018 | 2019 | SR     | V–P   |
| --------------- | ---- | ---- | ---- | ---- | ---- | ---- | ---- | ---- | ---- | ---- | ---- | ---- | ---- | ---- | ---- | ------ | ----- |
| Australian Open | A    | A    | Q1   | 1R   | 4R   | 1R   | 3R   | 2R   | 2R   | F    | QF   | 1R   | 3R   | 1R   | 1R   | 0 / 12 | 19–12 |
| French Open     | A    | A    | 3R   | 3R   | SF   | 3R   | 1R   | QF   | 2R   | 3R   | A    | 3R   | 2R   | 1R   | 1R   | 0 / 12 | 21–12 |
| Wimbledon       | A    | A    | Q1   | 1R   | 3R   | 3R   | QF   | 1R   | 3R   | 3R   | 1R   | QF   | 3R   | QF   | A    | 0 / 11 | 22–11 |
| US Open         | A    | A    | 2R   | 3R   | A    | QF   | 2R   | 3R   | 1R   | 1R   | 3R   | 3R   | 2R   | 4R   | A    | 0 / 11 | 18–11 |
| výhry–prohry    | 0–0  | 0–0  | 3–2  | 4–4  | 10–3 | 8–4  | 7–4  | 7–4  | 4–4  | 10–4 | 6–3  | 8–4  | 6–4  | 7–4  | 0–2  | 0 / 46 | 80–46 |

| Legenda | Legenda                                   | Legenda | Legenda                     |
| ------- | ----------------------------------------- | ------- | --------------------------- |
| SR      | poměr vyhraných turnajů ku všem odehraným | W–L V–P | výhry–prohry                |
| NH      | daný rok se turnaj nekonal                | A       | turnaje se hráč nezúčastnil |
| 1Q / LQ | prohra v (kole) kvalifikace               | 1k / 1R | prohra v daném kole turnaje |
| QF / ČF | prohra ve čtvrtfinále                     | SF      | prohra v semifinále         |
| F       | prohra ve finále                          | Vítěz   | vítězství v turnaji         |

## Postavení na konečném žebříčku WTA

### Dvouhra
| Rok    | 2005 | 2006   | 2007  | 2008  | 2009  | 2010  | 2011  | 2012  | 2013  | 2014  | 2015  | 2016 | 2017  | 2018  | 2019   |
| Pořadí | 555. | ▲ 156. | ▲ 52. | ▲ 19. | ▼ 30. | ▼ 31. | ▲ 18. | ▲ 15. | ▼ 23. | ▲ 11. | ▼ 38. | ▲ 5. | ▼ 26. | ▲ 25. | ▼ 316. |

### Čtyřhra
| Rok    | 2006 | 2007   | 2008   | 2009   | 2010   | 2011   | 2012  | 2013   | 2014   | 2015   | 2016   | 2017   | 2018 | 2019  |
| Pořadí | 598. | ▲ 457. | ▲ 141. | ▼ 847. | ▲ 108. | ▼ 157. | ▲ 62. | ▼ 125. | ▼ 346. | ▲ 171. | ▼ 181. | ▼ 196. | —    | 1207. |